# Janče (Mavrovo a Rostuša)
Janče (makedonsky: Јанче) je vesnice v Severní Makedonii. Leží v opštině Mavrovo a Rostuša v Položském regionu. 
Janče bylo tradičně osídleno makedonskými muslimy a pravoslavími. Podle sčítání lidu z roku 2002 zde žije 146 obyvatel, etnickými skupinami jsou:
- Makedonci – 111
- Turci – 33
- Albánci – 2